# Argynnis caroffana
Argynnis caroffana är en fjärilsart som beskrevs av Cabeau 1923. Argynnis caroffana ingår i släktet Argynnis och familjen praktfjärilar. Inga underarter finns listade i Catalogue of Life.